# طه الحاج إلياس
الدكتور طه الحاج إلياس هو تربوي عراقي، ولد في الموصل في 15 كانون الأول 1923 وتوفي في الأردن سنة 2015.
تخرج من دار المعلمين سنة 1946، وعمل بالتدريس حتى عام 1953، حيث توجه إلى الولايات المتحدة الأمريكية لدراسة الماجستير والدكتوراه في التربية، حيث أكمل دراسة الماجستير من جامعة كولومبيا في نيويورك سنة 1954 ثم أكمل دراسة الدكتوراه من جامعة ماريلاند في واشنطن العاصمة بدرجة أمتياز سنة 1958، حيث عاد بعدها للعراق وعمل في وزارة المعارف (ثم التربية لاحقا) وتدرج في الوظائف حتى عين وزيرا للتربية في 13 كانون الثاني 1968 ثم وزيرا للثقافة والإعلام في حكومة عبد الرزاق النايف.
كما عمل أستاذا في الجامعة المستنصرية ثم عميدا لكلية الآداب حتى سنة 1974. كما قضى فترة من الزمن في وزارة التربية خبيرا ومستشارا ومديرا للتخطيط التربوي.
انتقل بعدها للعمل مع منظمة اليونسكو مديرا لمشروع تطوير التعليم في اليمن حتى عام 1981، ثم انتقل إلى عمّان مديرا لمركز تدريب القيادات التربوية في البلدان العربية التابع لليونسكو حتى تقاعده عام 1986 بسبب بلوغ السن القانونية. وبقي مقيما في عمّان حتى وفاته سنة 2015.

## مؤلفاته
من مؤلفاته والكتب التي ترجمها:
- الانضباط لاطفال وشبان اليوم لجورج ف شيفاكوف (ترجمة) طبعة سنة 1962).
- تربية العقل الناقد لولنكتن وولنكتن (ترجمة) طبع سنة 1965.
- الإدارة التربوية لدور ومعاهد المعلمين والمعلمات طبع عدة مرات منها طبعة سنة 1968.
- الاحصاءات اللازمة للتخطيط التربوي، تأليف ك. ج. برولن (ترجمة ) المديرية العامة للتخطيط التربوي ،بغداد ،1974
- الإدارة التربوية وقد طبع في مطبعة المعارف ببغداد سنة 1971
- An Introduction to methods of teaching English as a foreign Language

وقد طبع ببغداد سنة 1971 (مقدمة لطرق تعليم اللغة الإنكليزية)
- السلوك الإنساني في الإدارة التربوية تأليف كلارنس أ. نيول ترجمة الدكتور طه الحاج الياس والدكتور محمد الحاج خليل